# Barbarela (métro léger de Malaga)
Barbarela est une station de la ligne 1 du métro léger de Malaga.

## Situation sur le réseau
La station est située entre Carranque et La Unión.
Elle est établie dans le district Cruz de Humilladero.

## Histoire
La station ouvre au public le 30 juillet 2014, à l'occasion de l'inauguration du réseau du métro léger.

## Services aux voyageurs

### Accès et accueil
La station possède un accès via un édicule équipé d'escaliers mécaniques et jouxté par un ascenseur, situé au numéro 68 de l'avenue Jean XXIII.